# Platyptilia sciophaea
Platyptilia sciophaea là một loài bướm đêm thuộc họ Pterophoridae. Nó được tìm thấy ở Kenya.